# Wodociąg śródmózgowia

Przekrój przez śródmózgowie i wzgórki górne. Wodociąg śródmózgowia podpisany Cerebral aqueduct.

Wodociąg śródmózgowia (łac. aquaeductus mesencephali), wodociąg mózgu (aquaeductus cerebri), wodociąg Sylwiusza, wodociąg Sylviusa (aqueductus Sylvius) – w anatomii kręgowców część układu komorowego mózgowia, należąca do śródmózgowia i łącząca III komorę z IV komorą. U wielu ssaków, w tym u człowieka, stanowi wąski kanał. U człowieka ma długość 15–20 mm i przebiega łukowato pomiędzy blaszką pokrywy a konarami mózgu. Pokryty jest wyściółką otoczoną istotą szarą okołowodociągową. Przez IV komorę połączony jest z kanałem kręgowym. 
Wodociąg wypełniony jest płynem mózgowo-rdzeniowym. Jego zablokowanie powoduje wodogłowie niekomunikujące, a w efekcie poszerzenie układu komorowego.
Nazwa eponimiczna upamiętnia Franciszka de le Boë Sylviusa, medyka i uczonego holenderskiego.

## Dodatkowe ilustracje

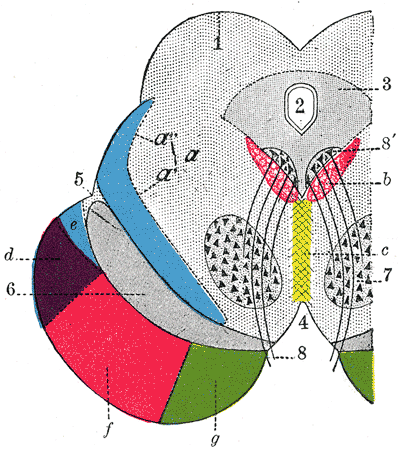
Przekrój czołowy śródmózgowia.
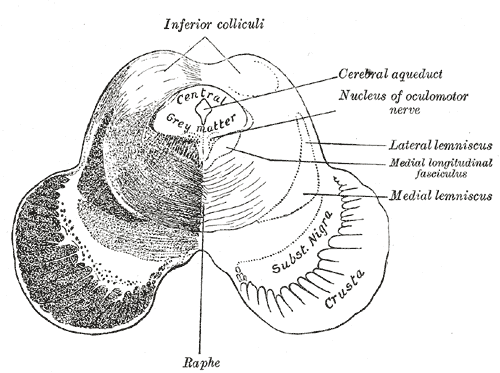
Przekrój poprzeczny śródmózgowia w poziomie wzgórków dolnych.
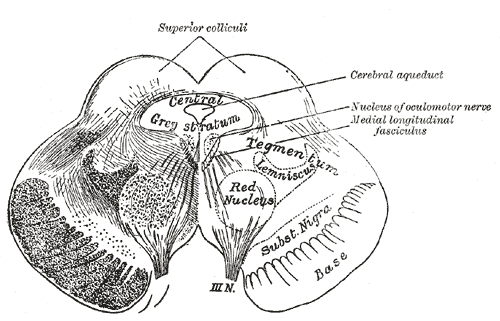
Przekrój poprzeczny śródmózgowia w poziomie wzgórków górnych.
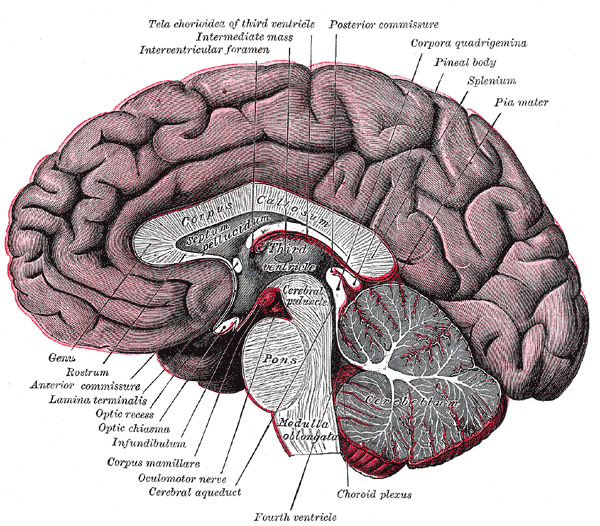
Przekrój strzałkowy mózgu w linii pośrodkowej.
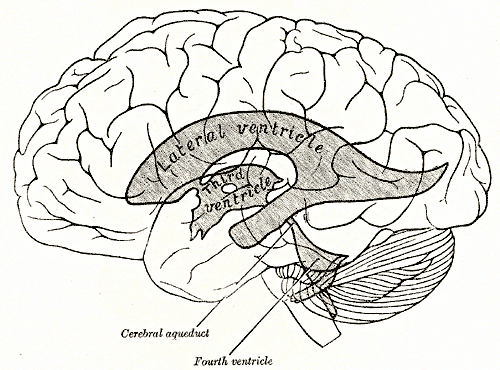
Schemat przedstawiający położenie komór względem powierzchni mózgu.
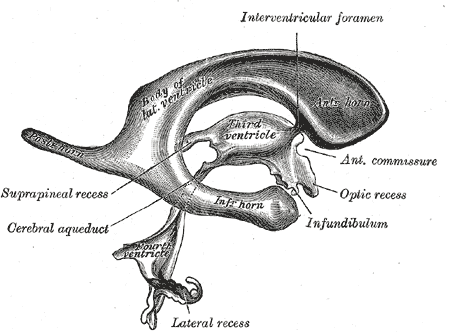
Rysunek komór. Widok z boku.